# جورج مورغان (موسيقي)
جورج مورغان (بالإنجليزية: George Morgan) هو موسيقي ومغني وكاتب أغاني أمريكي، ولد في 28 يونيو 1924 في تينيسي في الولايات المتحدة، وتوفي في 7 يوليو 1975 بسبب نوبة قلبية.

## وصلات خارجية
- جورج مورغان على موقع ميوزك برينز (الإنجليزية)
- جورج مورغان على موقع أول ميوزيك (الإنجليزية)
- جورج مورغان على موقع ديسكوغز (الإنجليزية)